# Wojownik

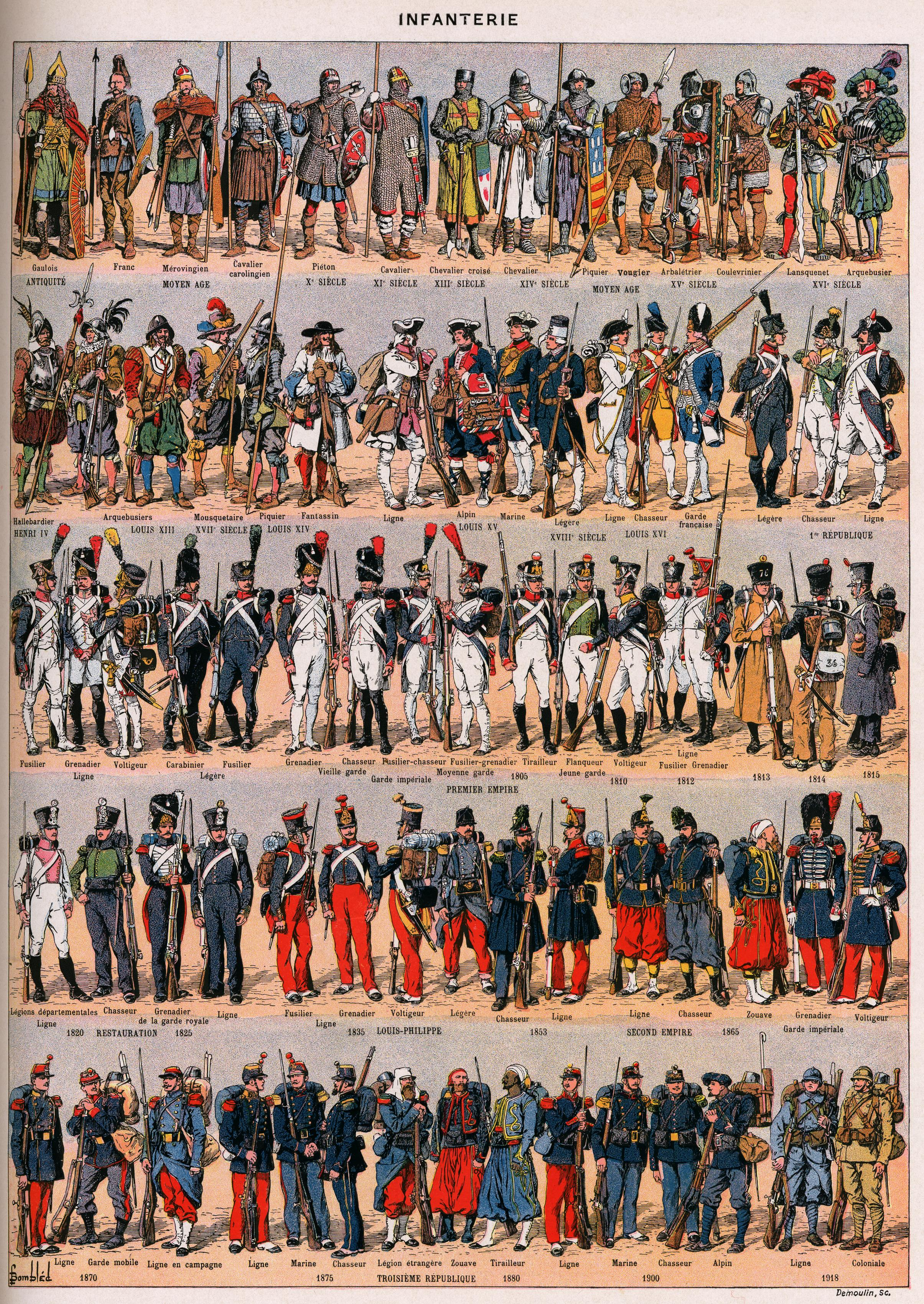
Wojownicy na przestrzeni wieków

Wojownik (dawniej: woj) – osoba zajmująca się walką (niekoniecznie profesjonalnie). 

## Charakterystyka
W społeczeństwach plemiennych w toczenie wojen bywała zaangażowana cała męska część populacji, np. u Gurkhów, Maorysów oraz w dawnych plemionach celtyckich, germańskich i słowiańskich. W bardziej rozwiniętych społeczeństwach  wojownicy często tworzyli własną kastę lub stan.
W czasach feudalizmu wasalowie formowali samodzielną klasę wojowników – rycerzy, mimo że w walce uczestniczyli także przedstawiciele innych stanów.
Wojownicy zawodowi to ludzie opłacani należący do jednej z dwóch kategorii:
- żołnierz, gdy walczy w imieniu swojego państwa:
- najemnik, gdy jego służba ma charakter czysto komercyjny i nie ma związku z narodowością danej osoby.

Ocena osoby uczestniczącej w aktach przemocy jest subiektywna i w dużej mierze zależy od okoliczności. W wielu przypadkach istnieją trudne do rozstrzygnięcia spory co do faktu, czy dana osoba jest lub była chuliganem, gangsterem, terrorystą, rebeliantem, bojownikiem o wolność, najemnikiem czy żołnierzem.

## Kodeks wojownika
W wielu społecznościach w których występują wyspecjalizowane klasy wojowników, wykształcono kodeksy etyczne, aby wojownicy nie stali się zagrożeniem dla społeczeństwa. Kodeksy wojownika często posiadają elementy wspólne i zazwyczaj przywiązują dużą wagę do wierności, odwagi i honoru. Przykładowe kodeksy to:
- kodeks rycerski
- kodeks kawaleryjski
- kodeks żołnierski
- Pasztunwali
- Bushidō